# Brooklet
Brooklet is een plaats (town) in de Amerikaanse staat Georgia, en valt bestuurlijk gezien onder Bulloch County.

## Demografie
Bij de volkstelling in 2000 werd het aantal inwoners vastgesteld op 1113.
In 2006 is het aantal inwoners door het United States Census Bureau geschat op 1222, een stijging van 109 (9,8%).

## Geografie
Volgens het United States Census Bureau beslaat de plaats een oppervlakte van
8,0 km², waarvan 7,9 km² land en 0,1 km² water. Brooklet ligt op ongeveer 60 m boven zeeniveau.

## Plaatsen in de nabije omgeving
De onderstaande figuur toont nabijgelegen plaatsen in een straal van 28 km rond Brooklet.